# 斯泰爾精英步槍
斯泰爾精英步槍（英語：Steyr Elite；前稱為斯泰爾戰術精英型）是一款由奥地利槍械製造商斯泰爾-曼利夏所研製和生產的栓式戰術步槍，為斯泰爾斥候步槍的軍警用戰術化版本，發射.223雷明登（5.56×45毫米北約）、.308溫徹斯特（7.62×51毫米北約）和7毫米-08雷明登口徑步枪彈藥。

## 技術指標
- 提供.223雷明登、.308溫徹斯特，以及7毫米-08雷明登彈（英语：7mm-08 Remington）（特別訂購）
- 總長度為1,070毫米至1,090毫米（比斥候型十多毫米）。
- 槍管長度為570毫米。
- .308溫徹斯特口徑的重量為4.25公斤。
- 2具5發標準彈匣。

## 總覽
該步槍有著與斯泰爾斥候型許多相同的功能及特徵，並主要針對為提供給執法機構用於城鎮戰而被設計出來的。與原槍不同的是，斯泰爾精英型採用了北約標準式MIL-STD-1913戰術導軌、斯泰爾SSG 69式拉機柄以及可調節式槍托。它還具有一根長達570（22.44英寸）的重型槍管，並且能夠產生比原槍更高的初速。另外該步槍的重量增至4.2公斤（9.2磅），使得它超出了傑夫·庫珀斯所提倡的斥侯步槍定義。該步槍有.223雷明登（5.56×45毫米北約）及.308溫徹斯特（7.62×51毫米北約）兩種口徑可供選擇，而用戶也可透過特別訂購以取得發射7毫米-08雷明登彈的版本。另外其瞄準鏡也像大部份傳統的狙击步枪一樣安裝在机匣正上方的正常位置，而非像斯泰爾斥候型般安裝在較前的位置。

### 槍托
為了盡可能最佳地調整給射手的支撐，槍托以上具有可以調節高度的托腮板，並可以根據射手的個人需求調整其尾板。這些附加功能可說明其重量為4.25千克，比斯泰爾斥候型加重了約1公斤的原因。

### 護木
與斯泰爾斥候型一樣，在塑料製造的護木上亦具有在折疊後與護木成一整體的整合式兩腳架（所有版本均為黑色）。

### 瞄準具
斯泰爾精英型並沒有內置其機械瞄具，必須利用其機匣頂部所設有的、一條延伸至護木頂部的全長式MIL-STD-1913戰術導軌安裝日間／夜間望遠式狙擊鏡、光学瞄准镜、反射式瞄準鏡、棱鏡式瞄準鏡、夜視儀、热成像仪和／或以戰術導軌安裝的機械瞄具，以用作斯泰爾精英型的瞄準具。

### 彈匣
斯泰爾精英型一般以5發容量的彈匣供彈，但用戶也能夠通過在彈匣上安裝延長適配器（稱為“大容量套件”）以增大為10發容量的彈匣。與斯泰爾斥候型一樣，槍托還具有備用彈匣插槽以容納5或10發子彈的備用彈匣。因此射手可以藉步槍本身攜帶多達20發步槍子彈。 

## 使用國
- 奥地利
  - 奧地利聯邦内務部眼鏡蛇作戰司令部
- - 特種部隊單位[1]
- 塞族共和國
  - 特別反恐單位
- 塞爾維亞
  - 憲兵特種部隊單位[2]
- 中華民國
  - 台北市警察局霹靂小組單位

## 流行文化

### 電子遊戲
- 2012年—《战争前线》：型号为斯泰尔精英型，命名为“Steyr Scout”，为狙击手专用武器，以5发弹匣供彈，拥有所有狙击枪中最低的射程，自带消音器。为抽奖武器，可以改装枪口配件（通用消音器、狙击枪消音器、斥候专用消音器、狙击枪制退器）以及瞄准镜（狙击枪5.5x瞄准镜、狙击枪4.5x中程瞄准镜、狙击枪4x短程瞄准镜、狙击槍5x快速瞄准镜），并可以以通过更换战术导轨配件的方式选择脚架收纳或者展开。默认为收纳脚架，提高武器切换速度以及腰射精度；展开脚架的效果等同于特殊狙击枪双脚架。拥有黄金版本，微量强化射程。
- 2013年—：登場型號為斯泰爾精英型，命名為「Scout Elite」，發射5.56×45毫米北約小口径步枪子彈，載彈量10+1發，單機模式中能夠由主角丹尼爾·雷克（Daniel Recker）所使用。聯機模式中為偵察兵的解鎖武器。
- 2015年—：登場型號為斯泰爾精英型，命名為「Scout Elite」，歸類為栓式狙擊步槍，發射5.56×45毫米北約小口径步枪子彈，載彈量10+1發，預設配備直拉式槍栓及TA 648 6倍光學瞄準鏡，設定為雙方專業人士（Professional）起始武器。可加裝各種瞄準鏡（反射、眼鏡蛇、全息瞄準鏡（放大1倍）、PKA-S（放大1倍）、Micro T1、SRS 02、Comp M4S、M145（放大3.4倍）、PO（放大3.5倍） 、ACOG（放大4倍）、PSO-1（放大4倍）、IRNV（放大1倍）、FLIR（放大2倍）、TA 648（放大6倍）、PKS-07（放大7倍）、步槍瞄準鏡（放大8倍）、獵人（放大14倍））、附加配件（傾斜式機械瞄具、傾斜式紅點鏡、延長彈匣（增至15+1發）、電筒、戰術燈、激光瞄準器、直拉式槍栓）及槍口零件（制退器、抑制器、消焰器）。單人模式當中則能夠由主角尼古拉斯·門多薩所使用。

## 資料來源
1. ↑  .   [2020-06-06]. （原始内容存档于2020-10-28）.
2. ↑  http://www.specijalne-jedinice.com/Galerija-Zandarmerija-2.html#sthash.fSFCJjv2.dpbs 的存檔，存档日期2015-02-24.

## 外部連結
- （英文）—www.steyr-mannlicher.com （页面存档备份，存于）
- （英文）—Official page of the Elite by Steyr Arms （页面存档备份，存于）
- （英文）—Website Mannlicher Sportwaffen – Steyer Elite (Sportmodell für zivile Verwendung)
- （英文）—Website Steyr Arms – Steyr Elite (Behörden-/Militärmodell)